# Тартуський ветеринарний інститут
Юр'ївський (Дерптський) ветеринарний інститут (1873-1918) — вищий навчальний заклад Російської імперії у місті Дерпт (сучасне місто Тарту).

## Історія
У 1848 була заснована Дерптська ветеринарна школа. Ветеринарним школам за статутом було надано право давати ступеня магістра ветеринарних наук, ветеринара і ветеринарного помічника. Для надходження в ветеринарну школу потрібно свідоцтво про здачу іспитів з курсу 4-х класів гімназії (від ветеринарних помічників такого свідоцтва не було потрібно). У той же час ветеринарам були надані всі права лікарів.
У 1873 Дерптська ветеринарна школа була перетворена в Дерптський ветеринарний інститут з правами вищого навчального закладу. Для надходження в ветеринарний інститут потрібно свідоцтво про закінчення 6 класів класичної гімназії або повного курсу реального училища, в останньому випадку — з приєднанням свідоцтва про складання іспиту з латинської мови. Інститут отримав право присвоювати ступеня ветеринара і магістра ветеринарної медицини, відповідні університетським ступенями кандидата і магістра, з усіма їх правами. Професори та доценти інституту були зрівняні в усіх правах з професорами і доцентами університетів. Ті з них, які читають спеціальні науки, повинні були мати ступінь магістра ветеринарної медицини.
По штатах викладацький персонал в Дерптському ветеринарному інституті складався з 3-х ординарних професорів (включаючи директора інституту), 1-го екстраординарного, 3-х доцентів, прозектора при кафедрі зоотомія і вченого коваля. В їх обов'язки входило викладання спеціальних предметів: зоотомія (з практичними заняттями), гістології, фізіології, загальної патології, патологічної анатомії і гістології (з практичними вправами); приватної патології і терапії; загальної, приватної і оперативної хірургії, акушерства; епізоотології з ветеринарної поліцією, загальної терапії, судової ветеринарії; теорії кування (з практичними вправами); ведення клінік терапевтичної, хірургічної та на заразну; зоогігієни, екстер'єру, фармакогнозії, фармації, фармакології з рецептурою, сільського господарства (рільництво і луговодство), конярства, скотарства і вчення про тварин продуктах. Допоміжні предмети — богослов'я, хімія (неорганічна, органічна і фізіологічна), фізика, ботаніка, зоологія, порівняльна анатомія — читалися в більшості випадків професорами цих предметів з Дерптського університету, як доцентами інституту. Крім зазначеного персоналу, при інституті складалися 2 асистента при клініці, помічник прозектора і лаборант з фармації. Вибір всіх цих осіб, також як приват-доцентів і понадштатних асистентів, належав Раді інституту, що складається з усіх професорів і доцентів, під головуванням директора. В інституті діяв чотирирічний курс навчання. Після закінчення курсу студенти могли здавати іспит на ветеринара, або відразу на магістра ветеринарної медицини. В останньому випадку від них, як і від осіб, які вже мають диплом ветеринара, але бажаючих придбати ступінь магістра, були потрібні не тільки великі пізнання зі спеціальних предметів ветеринарії, а й ґрунтовне знайомство з її літературою. Витримали випробування зобов'язані були ще уявити і публічно захистити дисертацію по одному зі спеціальних предметів. У Дерптському ветеринарному інституті (на 1 січня 1891) налічувалося 215 студентів і 6 слухачів. Протягом 1890 ступінь ветеринара отримали 46 випускників і двоє були удостоєні ступеня магістра ветеринарної медицини.
Дерптський університет славився серед інших ветеринарних закладів Росії завдяки можливості постійного спілкування з закордонними вченими. Між професорами особливо видавалися професора П. П. Єссей, Ф. А. Брауель і Ф. С. Унтербергер.
В кінці XIX століття помічається сильний прогрес в діяльності інституту, яка була розширена установою при ньому бактеріологічної станції, заснованої і підтримуваної на кошти військового міністерства.
Після революції Тартуський ветеринарний інститут був переведений (1918) в Саратов. Саратовський ветеринарний інститут став п'ятим в Росії вищим ветеринарним закладом і одним з перших відкритих в Поволжі. У 1930 відкрився зоотехнічний факультет і з цього часу інститут став називатися зоотеніческо-ветеринарним.
Інститут був перетворений у факультет ветеринарної медицини, харчових і біотехнологій Саратовського державного аграрного університету.